# Gamskarspitze (Rosslochkamm)
Die Gamskarspitze (2601 m ü. A.) ist ein wenig prominenter Gipfel im Rosslochkamm nördlich der Hallerangeralm (1774 m ü. A.) im Karwendel in Tirol.
Auf die Gamskarspitze führt kein Weg, daher wird sie selten erstiegen. Von der Hallerangeralm kann sie weglos, aber relativ einfach mit Stellen I im Gipfelbereich erreicht werden (2–3 Stunden von der Hallerangeralm, Spuren und einzelne Steinmandl vorhanden).